# 朱祐㭿
廬江榮繆王朱祐㭿（1523年—1564年），明朝鄭藩第二代庐江王，廬江懿簡王朱見湳庶二子，明仁宗朱高熾玄孫。

## 生平
嘉靖十六年（1537年），生父朱見湳逝世；因其兄长早逝无嗣，朱祐㭿遂于嘉靖二十一年（1543年）袭封庐江王。
朱祐㭿在万寿节期间曾向明世宗进贡谷物；以后鄭恭王朱厚烷因罪被废黜为庶人后，明世宗也选择了朱祐㭿为郑藩宗理，主管郑王府事务。但他与朱厚烷之子郑世子朱载堉关系不睦，后者还诬告朱祐㭿行为不法，结果朱载堉因此被明世宗斥责并遭夺冠带。嘉靖四十一年（1562年），明世宗解除朱祐㭿鄭府宗理的职务，转而立朱厚烷的另外一个儿子德慶王朱載堼为鄭府宗理。
嘉靖四十三年（1564年）正月，朱祐㭿逝世，时年42岁，明世宗派遣使节主持其祭祀葬禮，并賜諡號榮繆。十年后其嫡长子朱厚灮承袭爵位成为明朝第三代庐江王。